# مدى رؤية المدرج

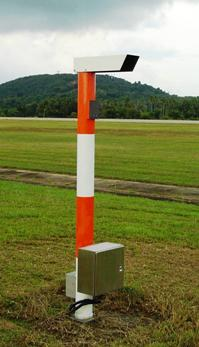
جهاز transmissometer ويقيس حالة الجو فيرسلها للطائرة عبر البرج

مدى رؤية المدرج أو مدى المدرج المرئي Runway Visual Range ويرمز له بالرمز (RVR) هو مصطلح يستخدم في علم الطيران والأرصاد الجوية للتعريف عن المسافة التي يمكن لقائد طائرة على خط المنتصف للمدرج من رؤية علامات تحديد المدرج أو تحديد خط المنتصف للمدرج خلال هبوطه. وهذا المدى يقاس بالمتر أو بالأقدام. ويستخدم كأحد المعايير الرئيسية لأجهزة الهبوط، وفي معظم الحالات يجب على الطيار أي يراها كمصدر مهم للهبوط بطائرته خلال نزوله سواء آليا أو هبوط يدوي. أقصى مسافة لمدى المدرج المرئي مطلوب لذلك هو 2000 متر أو 6500 قدم، فما فوق ذلك ليست له أهمية لبعده.
يزود مدى المدرج المرئي بنظام تقرير الطقس للمطار(METAR) ويرسل آليا للطائرة من طرف مصالح مراقبة الملاحة الجوية (ATC) من خلال نظام الخدمة الالية لمعلومات المطار (ATIS) بحيث يمكن للطيار من التقييم إن كان باستطاعته الهبوط بسلاسة وبدون أي اشكالات.
يوجد نظامين لمدى المدرج المرئي، إحداهما يدوي ويقاس بعدد نقاط الإنارة وبالتالي يمكن قياس المسافة لإعطاء مدى المدرج المرئي. والطريقة الأخرى وهي الحديثة وتستخدم بمعظم مطارات العالم وتسمى مدى المدرج المرئي الآلي (IRVR). وتقيس المسافة بواسطة جهاز يسمى (transmissometer) كما بالصورة، ويوضع بطرف المدرج بالمنتصف وعلى الزوايا أي يوجد 3 منها